# 南通支云足球俱乐部
南通支云足球俱乐部是一家位于江苏南通的足球俱乐部，前身是2014年成立的广西龙桂达足球俱乐部。现参加中國足球協會甲級聯賽。球队主场是位于如皋市的如皋奥体中心。

## 历史
广西龙桂达足球俱乐部成立于2014年，由广西龙桂达房地产投资有限公司出资、以首届广西足球超级联赛冠军南宁市润华足球俱乐部的球员为班底组建。当年即获得南宁足球超级联赛冠军，以及第四届广西足球超级联赛冠军。同年，代表广西参加了在柳州举行的中国足球协会业余联赛南区决赛，获得了季军。随后在安徽进行的中国足球协会业余联赛总决赛上，广西龙桂达获得第四名，获得2015年中国足协杯参赛资格。
2014年12月17日，正式注册为广西龙桂达足球俱乐部股份有限公司，并报名参加2015年中国足球乙级联赛。
2015年12月31日，俱乐部变更工商注册，北迁江苏省南通市，并更名为南通支云足球俱乐部。
2018年10月27日，在中国足球乙级联赛半决赛中，南通支云以总比分1-0击败陕西大秦之水，成功打入决赛，并成功升入中甲联赛。
2021年，球隊找來前香港足球代表隊吳偉超做助理教練，傑志體育會中堅李毅凱做內援球員。
2022年， 中甲联赛第32轮的一场比赛中，南通支云队2：3惜败陕西长安竞技队，不过因为排名第四的石家庄功夫队2:4不敌上海嘉定汇龙队，所以依然领先石家庄功夫7分的南通支云队提前2轮冲超成功。
2023年， 中超末轮收官之战，南通支云主场1-2不敌津门虎，但因为大连人主场2-3不敌海港，因此南通支云最终保级成功。整赛季取得22点积分，创中超历史保级新低。

## 队徽

南通支云队徽 （2016年–）